# ميخائيل بالمر (منافس ألعاب قوى)
ميخائيل بالمر (بالإنجليزية: Michael Palmer)‏ هو منافس ألعاب قوى بريطاني، ولد في 6 نوفمبر 1935.

## وصلات خارجية
- ميخائيل بالمر على موقع أوليمبيديا (الإنجليزية)